# Andrzej Bogolubski

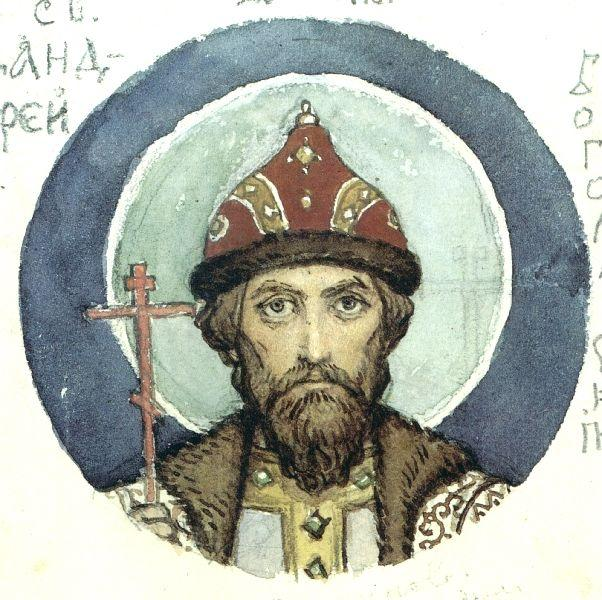
Andrzej I Bogolubski

Andrzej Bogolubski (ros. Андрей Юрьевич Боголюбский), cs. Błagowiernyj kniaź Andriej Bogolubskij (ur. ok. 1111, zm. w czerwcu 1174 w Bogolubowie koło Włodzimierza) – wielki książę włodzimierski. Syn Jerzego Dołgorukiego.

## Życiorys
Od śmierci ojca (1157) książę rostowsko-suzdalski. Przeniósł stolicę do Włodzimierza. W 1169 r. opanował Kijów, uzyskując tym samym tytuł wielkiego księcia. Odmiennie od swoich poprzedników, również ojca, nie przeniósł do tego miasta swej stolicy, lecz po złupieniu Kijowa osadzał tam swoich krewnych jako podległych książąt (pierwszym był jego młodszy brat Gleb Jurijewicz). Centrum swego księstwa pozostawił Włodzimierz, który odtąd stał się stolicą wielkiego księstwa. Andrzej zmusił również Nowogród Wielki do uznania swego zwierzchnictwa i narzucił mu zależnych od siebie książąt.
Bogolubski starał się ograniczyć znaczenie polityczne bojarów w swoich księstwach oraz wymuszał bezwzględne posłuszeństwo podległych mu książąt. W połączeniu z charakterem księcia, który znany był ze swego nieopanowania, spowodowało to powstanie w otoczeniu księcia spisku, którego uczestnicy zamordowali Andrzeja Bogolubskiego.
W Bogolubowie wzniósł w końcu lat 50. XII w. kompleks zamkowy z cerkwią Narodzenia Matki Bożej, przy której prawdopodobnie utworzył męski monaster. Tradycja cerkiewna przypisuje mu widzenie Matki Bożej, po którym powstała Bogolubowska Ikona Matki Bożej.